# Stéphane Biakolo
Stéphane Biakolo (Échirolles, 8 marzo 1982) è un ex calciatore camerunese, di ruolo attaccante.

## Carriera

### Club
Ha giocato a livello giovanile con il Montpellier e, per una stagione e mezzo, con l'Inter.
Nel gennaio del 2002 si trasferisce al Charleroi, con cui termina la stagione 2001-2002 giocando 12 partite (e segnando una rete) nella massima serie belga. Successivamente ha vestito per 3 stagioni consecutive la maglia del Niort, con cui ha giocato in totale 70 partite in Ligue 2, categoria nella quale ha poi totalizzato ulteriori 11 presenze con la maglia del Le Havre, con cui ha giocato dal gennaio del 2005 al termine della stagione 2005-2006. In seguito ha vestito le maglie di Angers e Laval nel Championnat National, la terza divisione francese, per poi scendere ulteriormente di categoria e giocare in varie formazioni delle serie minori francesi, oltre che con l'AS Saint-Louisienne nella Réunion Premier League dell'isola della Riunione..